# Chad Toppert
Chad Lee Toppert, conosciuto anche come Chad Töpper (Albuquerque, 11 novembre 1985), è un ex cestista statunitense con cittadinanza tedesca.
È il fratello di Cody Toppert.

## Statistiche

### College
| Anno      | Squadra          | PG  | PT | MP   | TC%  | 3P%  | TL%  | RP  | AP  | PRP | SP  | PP   |
| --------- | ---------------- | --- | -- | ---- | ---- | ---- | ---- | --- | --- | --- | --- | ---- |
| 2005-2006 | New Mexico Lobos | 28  | 0  | 5,6  | 35,8 | 32,6 | 75,0 | 0,7 | 0,3 | 0,1 | 0,0 | 2,0  |
| 2006-2007 | New Mexico Lobos | 32  | 14 | 24,1 | 46,7 | 46,4 | 79,2 | 2,6 | 0,8 | 0,5 | 0,0 | 9,5  |
| 2007-2008 | New Mexico Lobos | 33  | 13 | 25,3 | 46,9 | 48,0 | 79,2 | 3,2 | 1,5 | 0,3 | 0,2 | 10,3 |
| 2008-2009 | New Mexico Lobos | 34  | 1  | 24,2 | 41,8 | 40,4 | 82,4 | 3,2 | 1,1 | 0,2 | 0,1 | 10,8 |
| Carriera  | Carriera         | 127 | 28 | 20,4 | 44,4 | 43,9 | 80,8 | 2,5 | 0,9 | 0,3 | 0,1 | 8,4  |

### Eurocup
| Anno      | Squadra         | PG | PT | MP   | TC%  | 3P%  | TL%  | RP  | AP  | PRP | SP  | PP  |
| --------- | --------------- | -- | -- | ---- | ---- | ---- | ---- | --- | --- | --- | --- | --- |
| 2013-2014 | Artland Dragons | 9  | 1  | 19,1 | 38,9 | 42,1 | 50,0 | 2,8 | 0,2 | 0,2 | 0,1 | 6,7 |
| 2014-2015 | Artland Dragons | 10 | 1  | 17,0 | 34,9 | 35,3 | 100  | 1,5 | 0,5 | 0,4 | 0,0 | 4,4 |
| Carriera  | Carriera        | 19 | 2  | 18,0 | 37,1 | 38,9 | 66,7 | 2,1 | 0,4 | 0,3 | 0,1 | 5,5 |

### G League

#### Regular Season
| Anno      | Squadra             | PG | PT | MP   | TC%  | 3P%  | TL%  | RP  | AP  | PRP | SP  | PP   |
| --------- | ------------------- | -- | -- | ---- | ---- | ---- | ---- | --- | --- | --- | --- | ---- |
| 2009-2010 | Albuquerque T'birds | 50 | 21 | 28,2 | 45,8 | 48,1 | 85,6 | 3,6 | 1,3 | 0,7 | 0,1 | 11,1 |
| 2015-2016 | Reno Bighorns       | 34 | 1  | 21,4 | 46,0 | 47,7 | 80,0 | 2,5 | 1,1 | 0,5 | 0,1 | 8,7  |
| Carriera  | Carriera            | 84 | 22 | 25,5 | 45,9 | 47,9 | 85,0 | 3,2 | 1,2 | 0,6 | 0,1 | 10,1 |